# Metro Kolkata

Logo der Metro Kolkata

Die Metro Kolkata (bengali: কলকাতা মেট্রো, Kolkātā Meṭro, Kolkata Metro) ist die U-Bahn der indischen Metropole Kolkata. Sie war die erste Untergrundbahn Indiens. Von ihrer Eröffnung im Jahr 1984 bis zur Eröffnung der Delhi Metro 2002 war sie zudem die einzige ihrer Art im Land. Die Fahrpreise sind nach Zonen bemessen, abhängig von der Anzahl der zu fahrenden Stationen.

## Linie 1
| Zug der Serie 3000 |                        |                         |                         |
| Streckenlänge: | 31,36 km               |                         |                         |
| Spurweite: | 1676 mm (Kolonialspur) |                         |                         |
| Stromsystem: | Stromschiene 750 V =   |                         |                         |
| |                        |                         |                         |
| \| \| \| Dakshineswar \| \| \| \| \| Baranagar \| \| \| \| \| \| \| \| \| \| Noapara \| \| \| \| \| von Barasat Junction \| \| \| \| 0,0 \| Dum Dum Railway Station \| Dum Dum Railway Station \| \| \| \| nach Kolkata \| \| \| \| \| \| \| \| \| 2,1 \| Belgachia \| Belgachia \| \| \| 5,9 \| Shyambazar \| Shyambazar \| \| \| \| Sovabazar Sutanuti \| \| \| \| 7,8 \| Girish Park \| Girish Park \| \| \| \| Mahatma Gandhi Road \| \| \| \| 9,6 \| Central \| Central \| \| \| 10,2 \| Chandni Chowk \| Chandni Chowk \| \| \| 10,9 \| Esplanade \| Esplanade \| \| \| \| Park Street \| \| \| \| \| Maidan \| \| \| \| \| Rabindra Sadan \| \| \| \| 14,3 \| Netaji Bhawan \| Netaji Bhawan \| \| \| \| Jatin Das Park \| \| \| \| \| Kalighat \| \| \| \| \| Rabindra Sarobar \| \| \| \| \| \| \| \| \| 18,5 \| Tollygunge \| Tollygunge \| \| \| \| \| \| \| \| \| Betriebshof Tollygunge \| \| \| \| \| \| \| \| \| \| \| \| \| \| \| Netaji \| \| \| \| \| Masterda Surya Sen \| \| \| \| \| Gitanjali \| \| \| \| 24,4 \| Kavi Nazrul \| Kavi Nazrul \| \| \| \| Shahid Khudiram \| \| \| \| \| \| \| \| \| \| von Canning und Kakdwip \| \| \| \| \| Kavi Subhash/New Garia \| \| \| \| \| Betriebshof New Garia \| \| \| \| \| nach Kolkata \| \| |                        |                         |                         |
| U-Bahn-Kopfbahnhof Streckenanfang · Bahnhof |                        | Dakshineswar            | Dakshineswar            |
| U-Bahn-Bahnhof · Bahnhof |                        | Baranagar               | Baranagar               |
| U-Bahn-Strecke · Strecke |                        |                         |                         |
| U-Bahn-Haltepunkt / Haltestelle · Strecke |                        | Noapara                 | Noapara                 |
| U-Bahn-Strecke · Abzweig geradeaus und von links |                        | von Barasat Junction    | von Barasat Junction    |
| U-Bahn-Bahnhof · Bahnhof | 0,0                    | Dum Dum Railway Station | Dum Dum Railway Station |
| U-Bahn-Tunnelanfang · Strecke |                        | nach Kolkata            | nach Kolkata            |
| U-Bahn-Verschwenkung nach links (im Tunnel) |                        |                         |                         |
| U-Bahn-Haltepunkt / Haltestelle (im Tunnel) | 2,1                    | Belgachia               | Belgachia               |
| U-Bahn-Haltepunkt / Haltestelle (im Tunnel) | 5,9                    | Shyambazar              | Shyambazar              |
| U-Bahn-Haltepunkt / Haltestelle (im Tunnel) |                        | Sovabazar Sutanuti      | Sovabazar Sutanuti      |
| U-Bahn-Haltepunkt / Haltestelle (im Tunnel) | 7,8                    | Girish Park             | Girish Park             |
| U-Bahn-Haltepunkt / Haltestelle (im Tunnel) |                        | Mahatma Gandhi Road     | Mahatma Gandhi Road     |
| U-Bahn-Haltepunkt / Haltestelle (im Tunnel) | 9,6                    | Central                 | Central                 |
| U-Bahn-Haltepunkt / Haltestelle (im Tunnel) | 10,2                   | Chandni Chowk           | Chandni Chowk           |
| U-Bahn-Bahnhof (im Tunnel) | 10,9                   | Esplanade               | Esplanade               |
| U-Bahn-Haltepunkt / Haltestelle (im Tunnel) |                        | Park Street             | Park Street             |
| U-Bahn-Haltepunkt / Haltestelle (im Tunnel) |                        | Maidan                  | Maidan                  |
| U-Bahn-Haltepunkt / Haltestelle (im Tunnel) |                        | Rabindra Sadan          | Rabindra Sadan          |
| U-Bahn-Haltepunkt / Haltestelle (im Tunnel) | 14,3                   | Netaji Bhawan           | Netaji Bhawan           |
| U-Bahn-Haltepunkt / Haltestelle (im Tunnel) |                        | Jatin Das Park          | Jatin Das Park          |
| U-Bahn-Haltepunkt / Haltestelle (im Tunnel) |                        | Kalighat                | Kalighat                |
| U-Bahn-Haltepunkt / Haltestelle (im Tunnel) |                        | Rabindra Sarobar        | Rabindra Sarobar        |
| U-Bahn-Tunnelende |                        |                         |                         |
| U-Bahn-Bahnhof | 18,5                   | Tollygunge              | Tollygunge              |
| U-Bahn-Verschwenkung von links · U-Bahn-Verschwenkung von rechts |                        |                         |                         |
| U-Bahn-Betriebs-/Güterbahnhof Streckenende · U-Bahn-Strecke |                        | Betriebshof Tollygunge  | Betriebshof Tollygunge  |
| U-Bahn-Verschwenkung nach rechts |                        |                         |                         |
| U-Bahn-Strecke Anfang Hochstrecke |                        |                         |                         |
| U-Bahn-Haltepunkt / Haltestelle |                        | Netaji                  | Netaji                  |
| U-Bahn-Haltepunkt / Haltestelle |                        | Masterda Surya Sen      | Masterda Surya Sen      |
| U-Bahn-Haltepunkt / Haltestelle |                        | Gitanjali               | Gitanjali               |
| U-Bahn-Haltepunkt / Haltestelle | 24,4                   | Kavi Nazrul             | Kavi Nazrul             |
| U-Bahn-Haltepunkt / Haltestelle |                        | Shahid Khudiram         | Shahid Khudiram         |
| |                        |                         |                         |
| Strecke · U-Bahn-Strecke Ende Hochstrecke |                        | von Canning und Kakdwip | von Canning und Kakdwip |
| Bahnhof · U-Bahn-Bahnhof |                        | Kavi Subhash/New Garia  | Kavi Subhash/New Garia  |
| Strecke · U-Bahn-Betriebs-/Güterbahnhof Streckenende |                        | Betriebshof New Garia   | Betriebshof New Garia   |
| Strecke |                        | nach Kolkata            | nach Kolkata            |

Die Linie 1 hat eine Länge von 31,3 km und 26 Stationen und wird von Indian Railways betrieben. Die auch im Untergrund verwendete Indische Breitspur beträgt 5½ Fuß (1676 mm). Die Strecke führt von Dakshineswar nördlich der Stadt über Dum Dum, in der Nähe des Flughafens, bis nach Kavi Subhash im Süden der Stadt. Die Züge werden über eine Stromschiene mit (750 V Gleichspannung) versorgt und erreichen eine Höchstgeschwindigkeit von 55 km/h. Die Durchschnittsgeschwindigkeit beträgt 30 km/h. Derzeit soll der Wagenpark um schnellere Züge erweitert werden.

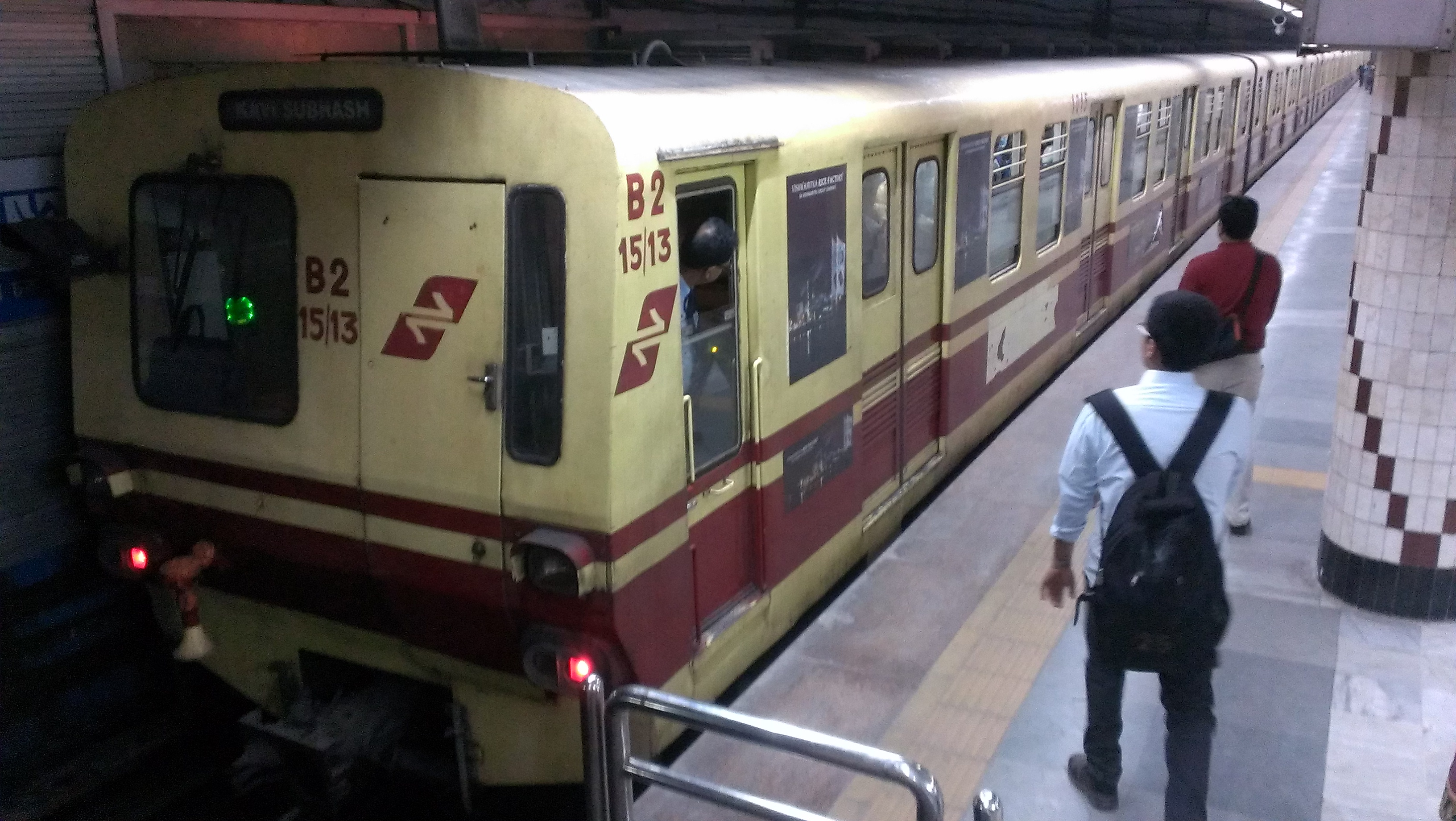
Zug der Kolkata Metro Linie 1 (1000er Serie)

Erste Pläne für den Bau einer U-Bahn in Kolkata gab es bereits 1949. Es dauerte 35 Jahre, bis das Projekt in Angriff genommen wurde. Der erste Rammschlag für den Bau der ersten Untergrundbahn Indiens erfolgte am 29. Dezember 1972 in Anwesenheit der damaligen Ministerpräsidentin Indira Gandhi. Allerdings fehlte es an Erfahrungen mit dem Bau einer U-Bahn, die Finanzierung war ungesichert, das technische Know-how fehlte und zu Beginn der Arbeiten herrschte Materialmangel. Die Bauarbeiten zogen sich über zwölf Jahre hin, so dass erst 1984 das erste, 3,4 Kilometer lange, Teilstück der U-Bahn zwischen den Stationen Esplanade und Bhowanipur (heute Netaji Bhawan) in Betrieb genommen werden konnte. Im gleichen Jahr folgte im Norden Kolkatas ein autark betriebenes kurzes U-Bahn-Streckenstück zwischen den beiden Stationen Dum Dum und Belgachia mit 2,1 Kilometer Länge. 1994 wurde es mit dem südlichen Teil der Linie 1 verbunden.
In den darauffolgenden Jahren wurde die U-Bahn kontinuierlich erweitert.
Am 2. Januar 2010 wurde der Grundstein für eine nördliche Erweiterung der Strecke gelegt, sie führt von Dum Dum nach Dakshineswar.
Inbetriebnahmedaten der Streckenabschnitte:
24. Oktober 1984: Esplanade – Bhowanipore (jetzt Netaji Bhawan) (3,4 km)
12. November 1984: Dum Dum – Belgachhia (2,15 km)
20. April 1986: Bhowanipur – Tollygunge (4,24 km)
13. August 1994: Belgachia – Shyambazar (1,63 km)
2. Oktober 1994: Esplanade – Chandni Chowk (0,71 km)
19. Februar 1995: Shyambazar – Girish Park (1,92 km)
19. Februar 1995: Chandni Chowk – Central (0,6 km)
27. September 1995: Central – Girish Park (1,8 km)
22. August 2009: Tollygunge – Garia Bazar (jetzt Kavi Nazrul) (5,85 km)
7. Oktober 2010: Garia Bazar – New Garia (jetzt Kabi Subhash) (3,0 km)
10. Juli 2013: Dum Dum – Noapara (2,09 km)
22. Februar 2021: Noapara – Dakshineswar (4,1 km)

## Linie 2
Die sog. East-West Metro führt als Linie 2 vom Osten der Stadt bis nach Howrah. Wie die Linie 1 wird auch die Linie 2 über eine Stromschiene mit einer Spannung von 750 V betrieben. Im Gegensatz zur Linie 1 ist die Linie 2 jedoch in Normalspur (1435 mm) ausgeführt, die Höchstgeschwindigkeit ist 80 km/h. Betrieben wird die Linie 2 von einer gesonderten Gesellschaft, der Kolkata Metro Rail Corporation Ltd (KMRCL). Es sind insgesamt 17 Stationen vorgesehen, davon sechs im Tunnel und elf aufgeständert, alle Stationen sind mit Bahnsteigtüren ausgestattet. Der erste Streckenabschnitt von Salt Lake Sector V bis Salt Lake Stadium (alles aufgeständert) wurde am 14. Februar 2020 eröffnet, am 4. Oktober desselben Jahres folgte die Erweiterung nach Westen in die erste Tunnelstation Phoolbagan. Am 11. Juli 2022 folgte eine Erweiterung zur nächsten Station im Tunnel Sealdah. Der weitere westliche Streckenabschnitt mit vier Stationen im Tunnel bis Howrah Maidan ist in Bau. An der Station Esplanade wird die Linie 1 gekreuzt. Die Länge der Strecke beträgt insgesamt 14,67 km, davon liegen 8,9 km im Tunnel, während das östliche Ende auf 5,77 km erhöht verläuft.
Die Stationen in der Reihenfolge von West nach Ost:
- Tunnel-Stationen:
  - Howrah Maidan
  - Howrah (Umsteigemöglichkeit zur Eisenbahn)
  - Mahakaran
  - Esplanade (Umsteigemöglichkeit zur Linie 1)
  - Sealdah (Umsteigemöglichkeit zur Eisenbahn)
  - Phool Bagan
- Stationen an der Oberfläche:
  - Salt Lake Stadium
  - Bengal Chemical
  - City Center
  - Central Park
  - Karunamoyee
  - Salt Lake Sector-V

Der erste Teil der Strecke soll Anfang 2018 eröffnet werden.

## Weitere Planungen
Ursprüngliche Planungen sahen insgesamt fünf U-Bahn-Linien mit einer Gesamtlänge von knapp 100 km vor. Langfristig vorgesehen ist nun ein Netz aus drei Linien.